# Turbinellina nigra
Turbinellina nigra is een spinnensoort uit de familie hangmatspinnen (Linyphiidae). De soort komt voor in Chili en Argentinië.